# Stagmomantis montana
Stagmomantis montana är en bönsyrseart som beskrevs av Henri Saussure och Leo Zehntner 1894. Stagmomantis montana ingår i släktet Stagmomantis och familjen Mantidae.

## Underarter
Arten delas in i följande underarter:
- S. m. sinaloae
- S. m. montana